# Carolina Correa Londoño
Carolina "Carola" Correa Londoño (25 tháng 1 năm 1905 – 15 tháng 7 năm 1986)  là vợ của Tổng thống thứ 19 của Colombia, Gustavo Rojas Pinilla, và từng là Đệ nhất phu nhân Colombia giai đoạn từ 1953 đến 1957.
Vào ngày 25 tháng 5 năm 1956, Correa, với tư cách là Đệ nhất phu nhân Colombia, là người phụ nữ đầu tiên được cấp Cédula de Ciudadania, một tài liệu bản sắc dân tộc Colombia mở rộng quyền công dân cho phụ nữ và cho phép họ tham gia vào quá trình chính trị. Số cédula của bà là 20.000.001; cô con gái María Eugenia được cấp thẻ tiếp theo, số 20.000.002. Phụ nữ Colombia, bao gồm Correa và con gái, đã có thể bỏ phiếu lần đầu tiên vào ngày 1 tháng 12 năm 1957 trong một cuộc trưng cầu dân ý quốc gia.

## Cuộc sống cá nhân
Carolina được sinh ra vào ngày 25 tháng 1 năm 1905 tại Medellín, Antioquia  với Emilio Correa Correa và Emilia Londoño Jaramillo. Bà kết hôn với Gustavo Rojas Pinilla vào ngày 10 tháng 5 năm 1930 tại Nhà nguyện Saint Joseph của Tu hội anh em Kitô hữu ở Medellín. Gustavo và Carolina có ba người con: Gustavo Emilio, María Eugenia và Carlos.